# Ricarda Lobe
Ricarda Lobe (* 13. April 1994 in Landau in der Pfalz) ist eine deutsche Leichtathletin, die sich auf Kurzsprints und Hürdenläufe spezialisiert hat als auch beim Staffellauf antritt. Sie ist mehrfache Deutsche Meisterin.

## Berufsweg
Lobe studierte Internationales Management an der HS Ansbach. und studiert Internationales Marketing Management (MA) an der Hochschule für Wirtschaft und Gesellschaft Ludwigshafen.

## Sportliche Laufbahn
Ricarda Lobe hatte als B- und A-Jugendliche (U18/U20) sowie als Juniorin (U23) bei Meisterschaften ihrer Altersklasse im Hürdensprint bis 2014 kontinuierlich vordere und auch Podestplätze erreicht.
2015 wurde sie bei den Deutschen Hochschulhallenmeisterschaften in Frankfurt-Kalbach Meisterin über die 60 Meter Hürden und holte Bronze im 60-Meter-Lauf. Bei den Deutschen Hallenmeisterschaften in Karlsruhe kam Lobe über die Hürden mit persönlicher Bestleistung von 8,27 s auf den 6. Platz. In Wetzlar wurde sie Deutsche U23-Meisterin im 100-Meter-Hürdenlauf und in Nürnberg Deutsche Meisterin in der 4-mal-100-Meter-Staffel der MTG Mannheim mit Verena Sailer, Alexandra Burghardt und Yasmin Kwadwo.
2016 errang Lobe Bronze bei den Deutschen Hallenmeisterschaften in Leipzig über 60 Meter Hürden. In Wattenscheid konnte sie ihren U23-Titel über die 100 Meter Hürden nicht verteidigen, da sie gleich in das erste Hindernis trat. Bei den Deutschen Meisterschaften in Kassel gelang ihr in der MTG-Staffel mit Alexandra Burghardt, Yasmin Kwadwo und diesmal Nadine Gonska die Titelverteidigung. Über die 100 Meter Hürden konnte Lobe mit persönlicher Bestleistung von 13,11 s den 3. Platz erreichen.
2017 erreichte Lobe bei den Deutschen Hallenmeisterschaften in Leipzig erneut den Bronzerang über 60 Meter Hürden. International kam sie bei den Halleneuropameisterschaften in Belgrad am 3. März auf den 6. Platz. Am 8. Juli wurde Lobe in Erfurt Deutsche Vizemeisterin im 100-Meter-Hürdensprint und einen Tag später mit der MTG-Staffel in der Formation von 2016 zum dritten Mal in Folge Deutsche Meisterin, wobei die Staffel diesmal mit der Zeit von 42,97 s einen Meisterschaftsrekord aufstellte. Eine Woche später nominierte sie der Deutsche Leichtathletik-Verband (DLV) für die Weltmeisterschaften in London und der Allgemeine Deutsche Hochschulsportverband (adh) für die Sommer-Universiade in Taipeh. Bei den Weltmeisterschaften in London schied sie im Halbfinale aus. Wegen Studienverpflichtungen hatte Lobe ihre Teilnahme in Taipeh absagen müssen.
2018 wurde Lobe Vizemeisterin sowohl mit der 4-mal-200-Meter-Staffel bei den Deutschen Hallenmeisterschaften in Dortmund als auch bei den Deutschen Meisterschaften in Nürnberg über 100 Meter Hürden, wo sie zudem in der 4-mal-100-Meter-Staffel mit Alexandra Burghardt, Nadine Gonska und diesmal Jessica-Bianca Wessolly nun zum vierten Mal in Folge Deutsche Meisterin wurde. Bei den Europameisterschaften in Berlin erreichte Lobe mit persönlicher Bestleistung von 12,90 s das Finale, in dem sie mit 13,00 s den fünften Platz belegte.
2019 ging sie bei den Deutschen Hallenmeisterschaften in Leipzig über die Hürden nicht an den Start, wurde aber in der 4-mal-200-Meter-Staffel der MTG Mannheim mit Jessica-Bianca Wessolly, Nadine Gonska und Katrin Wallmann Deutsche Hallenmeisterin. Bei den Deutschen Meisterschaften in Dortmund holte sie Bronze über 100 Meter Hürden, wobei sie sich nach einer ohnehin schon schwierigen Saison verletzte. In der 100-Meter-Staffel nahm Lisa Nippgen ihre Position ein. Die Weltmeisterschaften in Doha musste sie auslassen.
2020 konnte Lobe bei den Deutschen Hallenmeisterschaften in Leipzig mit Einstellung ihrer persönlichen Saisonbestleistung Hallenvizemeisterin werden. Mit Jessica-Bianca Wessolly, Katrin Wallmann und diesmal Hannah Mergenthaler ereilte die MTG-Staffel die Disqualifikation wegen Spurverletzung (TR 17.3.1). In der wegen der COVID-19-Pandemie verspätet gestarteten Freiluftsaison wurde sie Deutsche Meisterin.
2021 konnte sie sich bei den Deutschen Hallenmeisterschaften in Dortmund den zweiten Hallentitel holen, diesmal über 60 Meter Hürden, verfehlte aber die Norm von 8,10 s für die Halleneuropameisterschaften in Toruń. In der Freiluftsaison holte sie sich bei den Deutschen Meisterschaften in Braunschweig das zweite Gold im Jahr und verteidigte gleichzeitig ihren Titel. Zudem wurde Lobe für die Olympischen Spiele in Tokio nominiert, wo sie in der Vorrunde ausschied.

## Vereinszugehörigkeiten
Lobe trainiert bei ihrem Verein, der MTG Mannheim, und am Olympiastützpunkt Rhein-Neckar in Heidelberg. Bis 2014 war sie beim TV Nußdorf.

## Trainer
Ricarda Lobe gehört der Nationalmannschaft an. Ihr Trainer ist Rüdiger Harksen, der Bundestrainer des Deutschen Leichtathletik-Verbandes der A- und B-Kader-Frauen. Lobe ist mit Lisa Mayer und Nadine Gonska in einer von Harksen trainierten Gruppe.

## Bestzeiten
(Stand: 19. Februar 2019)

Halle
- 60 m: 7,42 s , 15. Januar 2017, Mannheim
- 60 m Hürden: 7,99 s , 18. Februar 2017, Leipzig

Freiluft
- 100 m: 11,53 s (±0,0 m/s), 18. Juli 2017, Bellinzona
- 100 m Hürden: 12,89 s (+0,6 m/s), 29. Juni 2024, Braunschweig
- 4 × 100 m: 42,97 s, 9. Juli 2017, Erfurt

## Erfolge
national
- 2010: 8. Platz Deutsche U18-Meisterschaften (100 m Hürden)
- 2011: 3. Platz Deutsche U18-Meisterschaften (100 m Hürden)
- 2012: 4. Platz Deutsche U20-Hallenmeisterschaften (60 m Hürden)
- 2012: 3. Platz Deutsche U20-Meisterschaften (100 m Hürden)
- 2013: 3. Platz Deutsche U20-Meisterschaften (100 m Hürden)
- 2014: Deutsche U23-Vizemeisterin (100 m Hürden)
- 2015: 6. Platz Deutsche Hallenmeisterschaften (60 m Hürden)
- 2015: Deutsche U23-Meisterin (100 m Hürden und 4 × 100 m)
- 2015: Deutsche Meisterin (4 × 100 m)
- 2016: 3. Platz Deutsche Hallenmeisterschaften (60 m Hürden)
- 2016: Deutsche Meisterin (4 × 100 m)
- 2016: 3. Platz Deutsche Meisterschaften (100 m Hürden)
- 2016: Deutsche U23-Meisterin (4 × 100 m)
- 2017: 3. Platz Deutsche Hallenmeisterschaften (60 m Hürden)
- 2017: Deutsche Meisterin (4 × 100 m)
- 2017: Deutsche Vizemeisterin (100 m Hürden)
- 2018: Deutsche Hallenvizemeisterin (4 × 200 m)
- 2018: Deutsche Meisterin (4 × 100 m)
- 2018: Deutsche Vizemeisterin (100 m Hürden)
- 2019: Deutsche Hallenmeisterin (4 × 200 m)
- 2020: Deutsche Hallenvizemeisterin (60 m Hürden)
- 2020: Deutsche Meisterin (100 m Hürden)
- 2021: Deutsche Hallenmeisterin (60 m Hürden)
- 2021: Deutschen Meisterschaften (100 m Hürden)

international
- 2017: 6. Platz Halleneuropameisterschaften (60 m Hürden)
- 2017: 17. Platz Weltmeisterschaften (100 m Hürden)
- 2018: 5. Platz Europameisterschaften (100 m Hürden)
- 2021: 35. Platz Olympische Spiele (100 m Hürden)